# Wonosari (ort i Indonesien)
Wonosari är en ort i Indonesien.   Den ligger i provinsen Yogyakarta, i den västra delen av landet, 500 km öster om huvudstaden Jakarta. Wonosari ligger 181 meter över havet och antalet invånare är 27 458.
Terrängen runt Wonosari är platt. Runt Wonosari är det tätbefolkat, med 383 invånare per kvadratkilometer. Det finns inga andra samhällen i närheten. I omgivningarna runt Wonosari växer huvudsakligen savannskog.